# Miquelina Maria Possante Sardinha Quintal
Miquelina Maria Possante Sardinha Quintal (Avis, 11 de Novembro de 1902 - Lisboa, 27 de Outubro de 1966) foi uma professora primária do ensino livre, libertária e membro da União Anarquista Portuguesa. Destacou-se desde a sua juventude nas lutas anarquistas em Portugal.
Nasceu em Avis a 11 de Novembro de 1902, filha de um modesto carpinteiro, Manuel dos Santos Sardinha.
Por influência de Vitória Pais Freire de Ancato, professora em Ponte de Sôr também de tendência anarquista, enveredou pela carreira de professora primária de ensino livre tanto a crianças como a adultos. A escola onde leccionava foi encerrada em 1924 por acusação de desvio das normas educativas do Estado e da Igreja.
Miquelina Quintal também fundou um grupo anarquista na localidade de Ponte de Sôr.
Casou, pelo registo civil, em 1925, com Francisco Nóbrega Quintal Júnior, militante libertário, que foi director do jornal A Voz Anarquista e também membro da União Anarquista.
Mais tarde, o casal veio morar para Lisboa e Miquelina Quintal passou a leccionar na escola do Sindicato Único da Construção Civil, sediada no Palácio do Correio Velho. Nesta altura também colaborou com o jornal anarquista A Batalha.